# Sipaga - Paga
Sipaga - Paga is een bestuurslaag in het regentschap Mandailing Natal van de provincie Noord-Sumatra, Indonesië. Sipaga - Paga telt 1977 inwoners (volkstelling 2010).